# Monte Poggione
Il Monte Poggione è una montagna dell'Appennino tosco-emiliano ed è alto 1771 metri sul livello del mare. Si trova in alta Toscana, in Provincia di Pistoia, nel Comune di Abetone Cutigliano, e delimita a Sud la riserva naturale Campolino.

## Caratteristiche
Il Poggione è situato presso la testata della Valle del Sestaione, lungo il crinale che si distacca verso Est dalla cima dell'Alpe Tre Potenze che domina con i suoi 1940 metri s.l.m. tutta la valle stessa, per degradare quindi fino alla confluenza del Torrente Sestaione nel Torrente La Lima, tributario del Fiume Serchio.
Il Poggione delimita i territori delle province di Pistoia e di Lucca. 
La cima del Monte Poggione resta al di sopra del limite altimetrico della vegetazione arborea; nei dintorni vi sono brughiere di alta quota e vaccinieti alternati a rocce affioranti.

## Storia
Il Poggione delimita verso Sud la riserva naturale Campolino, e la riserva naturale biogenetica di Pian degli Ontani, confinanti tra loro e localizzate sul versante destro della Valle del Sestaione. Entrambe sono aree protette della Regione Toscana di grande interesse naturalistico. 
In particolare, i 98 ettari della riserva Campolino rivestono preminente interesse scientifico per la conservazione delle popolazioni di Abete rosso, Picea abies, le più meridionali d'Italia; il riconoscimento avvenne nel 1972 per interessamento del Corpo Forestale dello Stato. Ricerche nei substrati più antichi hanno dimostrato che l'Abete rosso era presente in tutta la valle migliaia di anni fa: 6000 anni fa raggiunse la massima estensione; successivamente fu progressivamente sostituito dal Faggio, Fagus sylvatica.
All'inizio degli anni sessanta tutta la valle del Sestaione ed anche le pendici del Monte Poggione furono interessati dalla realizzazione di una serie di impianti di trasporto a fune e di piste da sci, collegati al paese di Pian di Novello. Proprio quando si delineava un ulteriore possibile collegamento del comprensorio con la stazione sciistica di Abetone, attraverso gli impianti realizzati, sempre nella Valle del Sestaione, presso la Foce di Campolino, la progressiva flessione della domanda turistica, dovuta anche ad un susseguirsi di inverni particolarmente miti, determinò la fermata degli impianti di risalita. 
Tornarono quindi a prevalere, sulle esigenze di valorizzazione economico-turistica del territorio basata sullo sviluppo dello sci, quelle di conservazione della valle e delle sue aree protette. Cosicché le concessioni pubbliche per gli impianti a fune non furono rinnovate e vennero eliminati in tutta la valle del Sestaione le infrastrutture di trasporto a fune e le strutture ricettive e di servizio.

## Ambiente
Nei pressi del Monte Poggione si trovano numerose aree protette di grande interesse naturalistico e scientifico: 
- riserva naturale Campolino;
- riserva naturale biogenetica di Pian degli Ontani;
- Orto Botanico Forestale dell'Abetone;
- riserva naturale Orrido di Botri.

Le specie e varietà vegetali osservabili in queste aree protette sono molte, alcune rare: Abete rosso (Picea abies), Faggio (Fagus sylvatica), Abete bianco (Abies alba), Acero montano (Acer pseudoplatanus), Ontano bianco (Alnus incana), Maggiociondolo (Laburnum alpinum), Salicone (Salix caprea), Sorbo degli uccellatori (Sorbus aucuparia), Fior di stecco (Daphne mezereum), Barba di becco (Aruncus dioicus), Sambuco rosso (Sambucus racemosa); alcune specie di rosa tra cui la Rosa pendulina e la Rosa canina. Inoltre si nota la presenza del mirtillo buono (Vaccinium myrtillus), tipico delle brughiere di altitudine, dove dà luogo ad ampie associazioni vegetali denominate "vaccinieti". 
Sono presenti inoltre alcune orchidee tra cui la Orchis maculata. Infine si possono incontrare la Epipactis helleborine, l' Impatiens noli-tangere, la Pulmonaria vallarsae, il Phyteuma ovatum, la Gentiana asclepiadea. Le Felci sono rappresentate dalla Athyrium filix-foemina, dalla Dryopteris filix-mas e dalla piccola Asplenium trichomanes.
Nelle faggete si possono trovare l' Ajuga reptans, l' Anemone nemorosa, l' Epilobium montanum, lo Hieracium sylvaticum, il Geranium robertianum, il Geranium nodosum, il Luzula pedemontana, il Luzula nivea, la Prenanthes purpurea e la Veronica urticifolia.
Nelle radure del bosco si possono incontrare il Doronicum austriacum, l' Epilobium angustifolium, il Rubus idaeus (lampone), il Senecio fuchsii e la Solidago virga-aurea.
Relativamente vicina al Poggione si trova la conca glaciale del Lago Nero, a metri 1730 s.l.m., con annesso rifugio del CAI di Pistoia; vicino al Lago Nero si può osservare una popolazione di pino mugo, rara in Appennino. Nel Lago Nero e nel Lago del Greppo si possono incontrare i tritoni alpini.

## Accessi
Al Monte Poggione si sale per un sentiero da Pian di Novello, oppure dal fondo della Valle del Sestaione. Si può giungere al Monte Poggione anche da un sentiero panoramico di crinale, che sale da Prato Bellincioni.
Il Poggione è collegato anche alla Foce di Campolino, dalla quale si dipartono sentieri verso l'Alpe Tre Potenze e verso il versante lucchese e garfagnino, ove si trovano l'Orrido di Botri e Montefegatesi.